# Tadeáš
Tadeáš je mužské křestní jméno hebrejského původu. Podle českého kalendáře má svátek 30. října. Jméno je nejasného významu, nejčastěji se vykládá jako chytrý, rozumný nebo smělý, odvážný.
Ženská podoba tohoto jména, Tadeáška, se v současnosti v Česku nevyskytuje, ovšem dříve toto jméno existovalo v latinské podobě Thaddaea či německé Thaddäa – obě tato jména jsou vzácná. Poměrně běžně se v podobě Tadeja vyskytuje ve Slovinsku, kde je 209. nejčastějším jménem.

## Statistické údaje
Následující tabulka uvádí četnost jména v ČR a pořadí mezi mužskými jmény ve srovnání dvou roků, pro které jsou dostupné údaje MV ČR – lze z ní tedy vysledovat trend v užívání tohoto jména:
| Rok       | Četnost    | Pořadí   |
| 1999      | 1703       | 131.     |
| 2002      | 1925       | 125.     |
| Porovnání | o 222 více | o 6 lépe |
| 2006      | 3452       | 105.     |

Změna procentního zastoupení tohoto jména mezi žijícími muži v ČR (tj. procentní změna se započítáním celkového úbytku mužů v ČR za sledované tři roky 1999–2002) je +13,9%, což svědčí o značném nárůstu obliby tohoto jména.

## Známí nositelé jména

### Světci
- Svatý Juda Tadeáš – poslední z dvanácti apoštolů Ježíše Krista
- Svatý Tadeáš z Edessy – jeden ze sedmdesáti učedníků Ježíše Krista, první biskup Edessy

### Ostatní
- Tadeáš Amadé – uherský klavírista a hudební skladatel
- Tadeáš Bača – český politik
- Tadeáš Gajger – český fotbalista
- Tadeáš Haenke – český botanik, lékař, etnograf, kartograf, geolog, chemik, hudebník, cestovatel a objevitel
- Tadeáš Hejda – český lední hokejista
- Tadeáš Hájek z Hájku – český astronom a osobní lékař císaře Rudolfa II.
- Tadeáš Kraus – český fotbalista polské národnosti
- Tadeáš Kuběnka – český influencer, herec a vizážista
- Tadeáš Polanský – český jezuita, teolog a fyzik
- Tadeáš Príleský – slovenský poslanec, právník, notář a filozof
- Tadeáš Růžička – český bojovník ve smíšených bojových uměních
- Tadeáš Řehák – český římskokatolický duchovní
- Tadeáš Salva – slovenský hudební skladatel, pedagog a výtvarník
- Tadeáš Zezula – český fotbalista